# Prem'er-Liga 2013-2014
La Prem'er-Liga 2013-2014 è stata la ventiduesima edizione della massima serie del campionato russo di calcio, la dodicesima con l'attuale denominazione. La stagione è iniziata il 14 luglio 2013: per la terza volta nella storia del calcio russo termina in primavera, e per la seconda si svolge con il ritmo autunno-primavera usato dai maggiori campionati europei. La stagione è terminata il 15 maggio 2014. Il CSKA Mosca ha vinto il titolo per la quinta volta, la seconda consecutiva. Capocannoniere del torneo è stato Seydou Doumbia, calciatore del CSKA Mosca, con 18 reti.

## Stagione

### Novità
Dalla Prem'er-Liga 2012-2013 erano stati retrocessi il Mordovija e l'Alanija Vladikavkaz, mentre dalla PFN Ligi 2012-2013 erano stati promossi l'Ural e il Tom' Tomsk.

### Formula
Le sedici squadre partecipanti si sono affrontate in un girone all'italiana con partite di andata e ritorno per un totale di 30 giornate. La prima classificata al termine della stagione regolare era designata campione di Russia e ammessa alla fase a gironi della UEFA Champions League 2014-2015. La seconda classificata veniva ammessa al terzo turno di qualificazione della UEFA Champions League. Le squadre terza, quarta e quinta classificate venivano ammessa in UEFA Europa League 2014-2015, rispettivamente per il turno di play-off, il terzo e il secondo turno di qualificazione, assieme alla vincitrice della Coppa di Russia, ammessa direttamente alla fase a gironi. Le ultime due classificate erano retrocesse in Pervenstvo Futbol'noj Nacional'noj Ligi, mentre tredicesima e quattordicesima classificate venivano ammesse agli spareggi promozione/retrocessione contro terza e quarta classificate della PFN Ligi per due posti in massima serie.

## Squadre partecipanti
| Squadra                | Stagione | Città           | Stadio                               | Stagione 2012-2013        |
| ---------------------- | -------- | --------------- | ------------------------------------ | ------------------------- |
| Amkar Perm'            | dettagli | Perm'           | Stadio Zvezda                        | 11º posto in Prem'er-Liga |
| Anži                   | dettagli | Machačkala      | Anži-Arena                           | 3º posto in Prem'er-Liga  |
| CSKA Mosca             | dettagli | Mosca           | Arena Chimki Stadio Ėduard Strel'cov | Campione di Russia        |
| Dinamo Mosca           | dettagli | Mosca           | Arena Chimki Stadio Rodina           | 8º posto in Prem'er-Liga  |
| Krasnodar              | dettagli | Krasnodar       | Stadio Kuban'                        | 10º posto in Prem'er-Liga |
| Kryl'ja Sovetov Samara | dettagli | Samara          | Stadio Metallurg (Samara)            | 14º posto in Prem'er-Liga |
| Kuban'                 | dettagli | Krasnodar       | Stadio Kuban'                        | 5º posto in Prem'er-Liga  |
| Lokomotiv Mosca        | dettagli | Mosca           | Stadio Lokomotiv                     | 9º posto in Prem'er-Liga  |
| Rostov                 | dettagli | Rostov sul Don  | Stadio Olimp-2                       | 13º posto in Prem'er-Liga |
| Rubin                  | dettagli | Kazan'          | Stadio Centrale di Kazan'            | 6º posto in Prem'er-Liga  |
| Spartak Mosca          | dettagli | Mosca           | Stadio Lokomotiv                     | 4º posto in Prem'er-Liga  |
| Terek Groznyj          | dettagli | Groznyj         | Achmat-Arena                         | 7º posto in Prem'er-Liga  |
| Tom' Tomsk             | dettagli | Tomsk           | Stadio Trud                          | 1º posto in PFN Ligi      |
| Ural                   | dettagli | Ekaterinburg    | Stadio Centrale                      | 2º posto in PFN Ligi      |
| Volga Nižnij Novgorod  | dettagli | Nižnij Novgorod | Stadio Lokomotiv                     | 12º posto in Prem'er-Liga |
| Zenit San Pietroburgo  | dettagli | San Pietroburgo | Stadio Petrovskij                    | 2º posto in Prem'er-Liga  |

## Classifica finale
|  | Pos. | Squadra                | Pt | G  | V  | N  | P  | GF | GS | DR  |
|  | ---- | ---------------------- | -- | -- | -- | -- | -- | -- | -- | --- |
|  | 1.   | CSKA Mosca             | 64 | 30 | 20 | 4  | 6  | 49 | 26 | +23 |
|  | 2.   | Zenit San Pietroburgo  | 63 | 30 | 19 | 6  | 5  | 63 | 32 | +31 |
|  | 3.   | Lokomotiv Mosca        | 59 | 30 | 17 | 8  | 5  | 51 | 23 | +28 |
|  | 4.   | Dinamo Mosca           | 52 | 30 | 15 | 7  | 8  | 54 | 37 | +17 |
|  | 5.   | Krasnodar              | 50 | 30 | 15 | 5  | 10 | 46 | 39 | +7  |
|  | 6.   | Spartak Mosca          | 50 | 30 | 15 | 5  | 10 | 46 | 36 | +10 |
|  | 7.   | Rostov                 | 39 | 30 | 10 | 9  | 11 | 40 | 40 | 0   |
|  | 8.   | Kuban'                 | 38 | 30 | 10 | 8  | 12 | 40 | 42 | -2  |
|  | 9.   | Rubin                  | 38 | 30 | 9  | 11 | 10 | 36 | 30 | +6  |
|  | 10.  | Amkar Perm'            | 38 | 30 | 9  | 11 | 10 | 36 | 37 | -1  |
|  | 11.  | Ural                   | 34 | 30 | 9  | 7  | 14 | 28 | 46 | -18 |
|  | 12.  | Terek Groznyj          | 33 | 30 | 8  | 9  | 13 | 27 | 33 | -6  |
|  | 13.  | Tom' Tomsk             | 31 | 30 | 8  | 7  | 15 | 23 | 39 | -16 |
|  | 14.  | Kryl'ja Sovetov Samara | 29 | 30 | 6  | 11 | 13 | 27 | 46 | -19 |
|  | 15.  | Volga Nižnij Novgorod  | 21 | 30 | 6  | 3  | 21 | 22 | 65 | -43 |
|  | 16.  | Anži                   | 20 | 30 | 3  | 11 | 16 | 25 | 42 | -17 |

Legenda:
      Campione di Russia e ammessa alla UEFA Champions League 2014-2015.
      Ammessa alla UEFA Champions League 2014-2015.
      Ammessa alla UEFA Europa League 2014-2015.
 Ammessa ai play-off promozione/retrocessione.
      Retrocesse in PFN Ligi 2014-2015.
Note:
Tre punti a vittoria, uno a pareggio, zero a sconfitta.

## Risultati
|                       | Amk | Anž | CSK | DiM | Kra | Kry | Kub | LoM | Ros | Rub | SpM | Ter | Tom | Ura | Vol | Zen |
| --------------------- | --- | --- | --- | --- | --- | --- | --- | --- | --- | --- | --- | --- | --- | --- | --- | --- |
| Amkar Perm'           | ––– | 1-0 | 1-3 | 2-1 | 2-2 | 0-0 | 3-1 | 0-0 | 1-0 | 0-0 | 2-1 | 0-1 | 2-0 | 0-2 | 5-1 | 1-2 |
| Anži                  | 2-2 | ––– | 0-3 | 4-0 | 1-2 | 0-1 | 0-0 | 2-2 | 0-1 | 1-0 | 0-1 | 3-0 | 0-2 | 0-1 | 0-0 | 1-2 |
| CSKA Mosca            | 2-1 | 0-0 | ––– | 0-2 | 5-1 | 2-1 | 1-0 | 1-0 | 1-0 | 2-1 | 1-0 | 4-1 | 2-0 | 1-0 | 3-0 | 1-0 |
| Dinamo Mosca          | 2-0 | 2-1 | 4-2 | ––– | 1-2 | 2-0 | 3-1 | 1-3 | 1-1 | 0-0 | 1-4 | 1-0 | 1-0 | 3-0 | 2-2 | 1-1 |
| Krasnodar             | 2-1 | 1-0 | 1-0 | 1-1 | ––– | 1-1 | 1-2 | 1-3 | 0-2 | 1-0 | 4-0 | 3-2 | 4-0 | 0-1 | 3-0 | 1-2 |
| Kryl'ja Sovetov       | 2-2 | 1-1 | 1-3 | 1-2 | 1-0 | ––– | 0-0 | 2-2 | 0-2 | 0-4 | 1-2 | 1-1 | 1-0 | 1-1 | 2-2 | 1-4 |
| Kuban'                | 0-3 | 2-0 | 0-4 | 1-1 | 1-3 | 4-0 | ––– | 1-3 | 2-2 | 1-1 | 2-2 | 3-1 | 2-0 | 3-2 | 4-0 | 1-4 |
| Lokomotiv Mosca       | 4-0 | 0-0 | 1-2 | 1-0 | 3-1 | 2-1 | 1-0 | ––– | 5-0 | 0-0 | 0-0 | 2-1 | 0-0 | 3-0 | 3-0 | 1-1 |
| Rostov                | 3-3 | 1-1 | 0-0 | 2-3 | 2-2 | 1-2 | 0-0 | 2-0 | ––– | 0-0 | 0-1 | 2-1 | 3-0 | 1-1 | 4-0 | 0-4 |
| Rubin Kazan'          | 3-0 | 5-1 | 0-0 | 2-2 | 0-1 | 1-1 | 0-2 | 1-2 | 1-2 | ––– | 2-1 | 1-1 | 1-2 | 1-0 | 3-1 | 2-1 |
| Spartak Mosca         | 1-0 | 2-2 | 3-0 | 3-2 | 3-2 | 1-0 | 0-2 | 1-3 | 2-0 | 0-0 | ––– | 0-0 | 2-1 | 0-1 | 6-1 | 4-2 |
| Terek Groznyj         | 1-1 | 1-1 | 2-0 | 1-0 | 0-1 | 0-1 | 2-1 | 0-1 | 3-0 | 0-0 | 1-0 | ––– | 2-0 | 1-1 | 2-0 | 1-1 |
| Tom' Tomsk            | 0-0 | 2-2 | 1-2 | 1-3 | 1-1 | 2-0 | 1-2 | 2-0 | 3-2 | 0-1 | 2-1 | 0-0 | ––– | 1-2 | 1-0 | 0-3 |
| Ural                  | 0-0 | 2-1 | 2-2 | 1-4 | 0-2 | 1-1 | 2-1 | 0-3 | 1-4 | 0-3 | 0-2 | 2-1 | 0-0 | ––– | 1-2 | 1-2 |
| Volga Nižnij Novgorod | 0-2 | 2-1 | 1-2 | 0-5 | 0-1 | 1-2 | 1-0 | 1-2 | 2-1 | 2-1 | 0-1 | 1-0 | 0-1 | 1-2 | ––– | 1-3 |
| Zenit San Pietroburgo | 1-1 | 3-0 | 2-0 | 0-3 | 4-1 | 2-1 | 1-1 | 2-1 | 0-2 | 6-2 | 4-2 | 2-0 | 0-0 | 2-1 | 2-0 | ––– |

## Spareggi promozione-retrocessione
|                        | Risultati |                        | Luogo e data           |
| ---------------------- | --------- | ---------------------- | ---------------------- |
| Torpedo Mosca          | 2 - 0     | Kryl'ja Sovetov Samara | Mosca, 18 maggio 2014  |
| Kryl'ja Sovetov Samara | 0 - 0     | Torpedo Mosca          | Samara, 22 maggio 2014 |
|                        |           |                        |                        |
| Ufa                    | 5 - 1     | Tom' Tomsk             | Ufa, 18 maggio 2014    |
| Tom' Tomsk             | 3 - 1     | Ufa                    | Tomsk, 22 maggio 2014  |
|                        |           |                        |                        |

## Statistiche

### Classifica marcatori
| Gol |  |  | Giocatore          | Squadra                             |
| --- |  |  | ------------------ | ----------------------------------- |
| 18  |  |  | Seydou Doumbia     | CSKA Mosca                          |
| 17  |  |  | Artëm Dzjuba       | Rostov                              |
| 17  |  |  | Hulk               | Zenit San Pietroburgo               |
| 16  |  |  | Yura Movsisyan     | Spartak Mosca                       |
| 13  |  |  | Dame N'Doye        | Lokomotiv Mosca                     |
| 13  |  |  | Danny              | Zenit San Pietroburgo               |
| 13  |  |  | Salomón Rondón     | Rubin (6) Zenit San Pietroburgo (7) |
| 12  |  |  | Georgi Peev        | Amkar Perm'                         |
| 11  |  |  | Zoran Tošić        | CSKA Mosca                          |
| 10  |  |  | Aleksandr Kokorin  | Dinamo Mosca                        |
| 9   |  |  | Wanderson          | Krasnodar                           |
| 9   |  |  | Spartak Gogniev    | Ural                                |
| 8   |  |  | Aílton Almeida     | Terek Groznyj                       |
| 8   |  |  | José Manuel Jurado | Spartak Mosca                       |
| 8   |  |  | Kevin Kurányi      | Dinamo Mosca                        |
| 8   |  |  | Roman Širokov      | Zenit San Pietroburgo               |